# Congregazione della missione

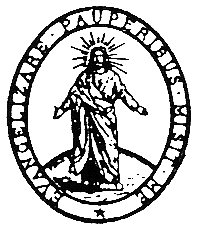
Il sigillo della Congregazione della missione, di forma ovale, reca l'immagine di Gesù in atto di predicare circondata dal motto "Evangelizare pauperibus misit me"

La Congregazione della missione (in latino Congregatio Missionis) è una società clericale di vita apostolica di diritto pontificio: i membri della compagnia, detti comunemente lazzaristi o signori della missione o preti della missione o vincenziani, pospongono al loro nome la sigla C.M.
La congregazione venne fondata nel 1625 a Parigi da san Vincenzo de' Paoli per la predicazione delle missioni tra la gente di campagna; nel 1632 la compagnia prese sede nell'antico priorato di Saint-Lazare (donde il nome di "lazzaristi") e il 12 gennaio 1633 fu approvata da papa Urbano VIII.
All'apostolato tra la popolazione rurale, nel corso dei secoli la congregazione ha aggiunto la predicazione dei ritiri, la direzione dei seminari, le missioni estere, l'istruzione della gioventù, la direzione delle figlie della carità.

## Storia

### Le origini

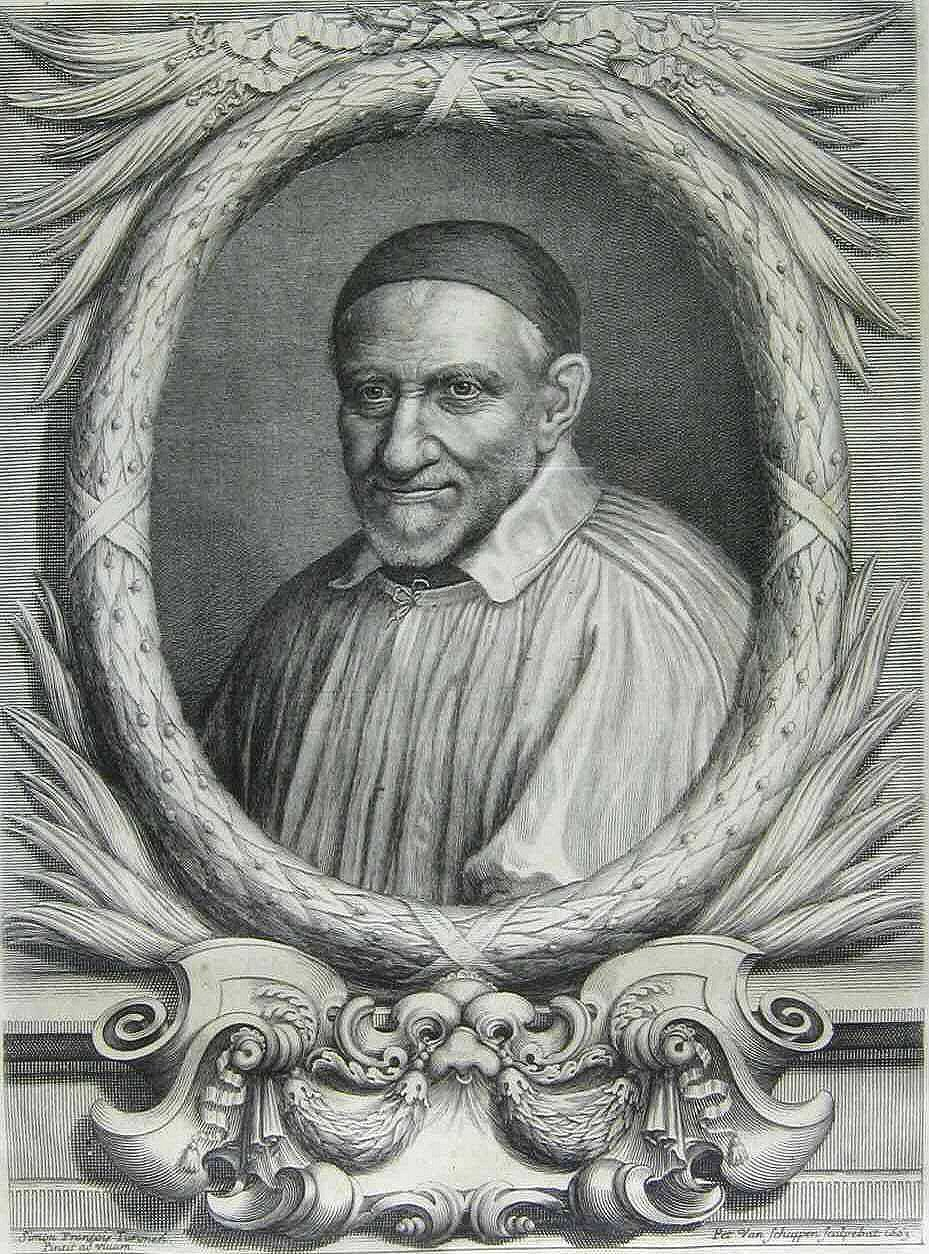
Vincenzo de' Paoli, fondatore della Congregazione: incisione tratta da un ritratto di s. François

La congregazione venne fondata da Vincenzo de' Paoli (1581-1660). Di origine contadina, sacerdote dal 1600, nel 1613 divenne precettore dei figli di Filippo Emanuele di Gondi, marchese di Belle-Île e governatore generale delle galere: nel gennaio del 1617, confessando a Gannes un contadino moribondo, si rese conto della miseria morale e materiale della popolazione rurale e, d'intesa con la marchesa Françoise Marguerite de Silly, decise di consacrarsi interamente ai poveri. Il 25 gennaio 1617, festa della conversione di san Paolo, presso la chiesa di Folleville iniziò la predicazione della sua prima missione al popolo e il 17 aprile 1625 istituì una compagnia, detta dei preti della missione, per l'apostolato rurale.
Nel 1625 la fraternità si stabilì nel collège des Bons Enfants di Parigi, concesso dal vescovo Giovanni Francesco di Gondi a istanza della marchesa de Silly, da cui i sacerdoti partivano per predicare, tra la gente di campagna, missioni popolari che potevano durare tra i venti e i sessanta giorni; nel 1632 la casa madre della compagnia venne trasferita nell'antico priorato di Saint-Lazare, un antico convento e lazzaretto per gli appestati, per cui i membri della società presero a essere chiamati anche lazzaristi. La compagnia venne approvata dall'arcivescovo di Parigi il 24 aprile 1626 e da papa Urbano VIII con la bolla Salvatoris Nostri del 12 gennaio 1633; le prime regole, elaborate dal fondatore, vennero pubblicate il 17 maggio 1658.
Vincenzo de' Paoli non intese creare un ordine, soprattutto per evitare che le attività del coro distogliessero i membri dall'apostolato attivo: non volle, quindi, che i sodali si vincolassero alla compagnia mediante voti pubblici, ma che pronunciassero solo voti privati di povertà, obbedienza e castità, più un quarto di dedicarsi all'apostolato tra i poveri e i contadini (voti approvati da papa Alessandro VII il 22 ottobre 1655 e confermati da Pio XII nel 1953).
La società ebbe rapida diffusione e alla morte del fondatore (1660) i Lazzaristi erano già presenti in Francia, Italia, Irlanda, Tunisia, Algeria, Madagascar, Scozia (Ebridi e Orcadi comprese) e in Polonia.

### Lo sviluppo della congregazione
La congregazione ebbe un rapido sviluppo sotto i primi due successori di Vincenzo, René Alméras (che definì meglio le regole dei lazzaristi) ed Edmond Jolly, che nel 1697 inviò i primi missionari in Cina, i padri Lodovico Appiani e Johannes Müllener: quando nel 1773 papa Clemente XIV soppresse la Compagnia di Gesù, i preti della missione sostituirono i gesuiti nelle missioni nell'estremo Oriente.
I lazzaristi si legarono strettamente alla casa reale francese che affidò loro la cappella palatina, la cura delle parrocchie di Versailles, Fontainebleau, Saint-Claude (residenze reali), la direzione del collegio di Saint-Cyr (riservato all'aristocrazia) e del seminario per la marina di Rochefort, l'assistenza agli ospiti dell'Hôtel des Invalides e ai forzati. Tanto erano associati dalla popolazione all'autorità monarchica che il 13 luglio 1789, alla vigilia della presa della Bastiglia, venne saccheggiata la loro sede di Saint-Lazare.
Jean-Félix-Joseph Cayla de la Garde, superiore generale dal 1788 e deputato all'assemblea nazionale, votò contro la costituzione civile del clero e ciò procurò a lui l'esilio e alla congregazione il dissolvimento: almeno 31 lazzaristi vennero giustiziati durante la Rivoluzione.
Il 27 maggio 1804 Napoleone Bonaparte ristabilì la congregazione per le missioni in Cina e in Oriente ma nel 1809 la compagnia venne nuovamente dissolta; mediante decreto regio del 3 febbraio 1816 la congregazione venne definitivamente ricostituita e i lazzaristi poterono riaprire case in Francia.
Le sorti dei lazzaristi si risollevarono definitivamente sotto il generalato di Jean-Baptiste Étienne, durante il quale raddoppiarono il numero dei membri e delle case della congregazione: anche le missioni estere lazzariste ebbero una nuova fioritura, soprattutto in Louisiana e in Persia.

## Spiritualità
Il fondatore, beatificato da papa Benedetto XIII nel 1729, venne proclamato santo da papa Clemente XII il 16 giugno 1737.
La spiritualità dei lazzaristi porta il segno dell'impronta contemplativa di Pierre de Bérulle e Francesco di Sales, amici del fondatore, e del dinamismo di Ignazio di Loyola: per Vincenzo de' Paoli i suoi preti avrebbero dovuto essere "certosini in casa, apostoli fuori". Il motto della società è "Evangelizare pauperibus misit me".

## Attività e diffusione
Fondata con lo scopo di evangelizzare la gente di campagna, la congregazione aggiunse alla predicazione delle missioni popolari, la predicazione di ritiri ed esercizi spirituali, l'insegnamento e la direzione di seminari, le missioni ad gentes, la direzione delle Figlie e delle dame di carità e l'assistenza a schiavi e forzati.
L'abito originario dei preti della missione fu molto simile a quello del clero secolare: veste talare nera chiusa in fondo e con 14 bottoni, colletto in tela bianca rivoltato all'esterno, fascia nera ai lombi e zucchetto.
La congregazione è diffusa nei cinque continenti: è presente in Africa (dov'è organizzata in 4 province e 2 viceprovince), nelle Americhe (19 province e 1 viceprovincia), in Asia (6 province), in Europa (18 province, 1 viceprovincia e 1 regione) e in Oceania (1 provincia).
La Congregazione è retta da un superiore generale eletto con mandato di sei anni dall'assemblea generale (o capitolo) che è composta dai superiori provinciali (o visitatori) e da deputati eletti dai membri delle province; nel governo della congregazione il superiore generale è coadiuvato da un vicario generale, quattro assistenti, un segretario, un economo generale e un procuratore; la sede generalizia, dal 1963, è in via dei Capasso a Roma.
Al 31 dicembre 2021 la congregazione contava 476 case e 3.099 membri, di cui 2.781 sacerdoti.